# Inkognito (Zeremoniell)

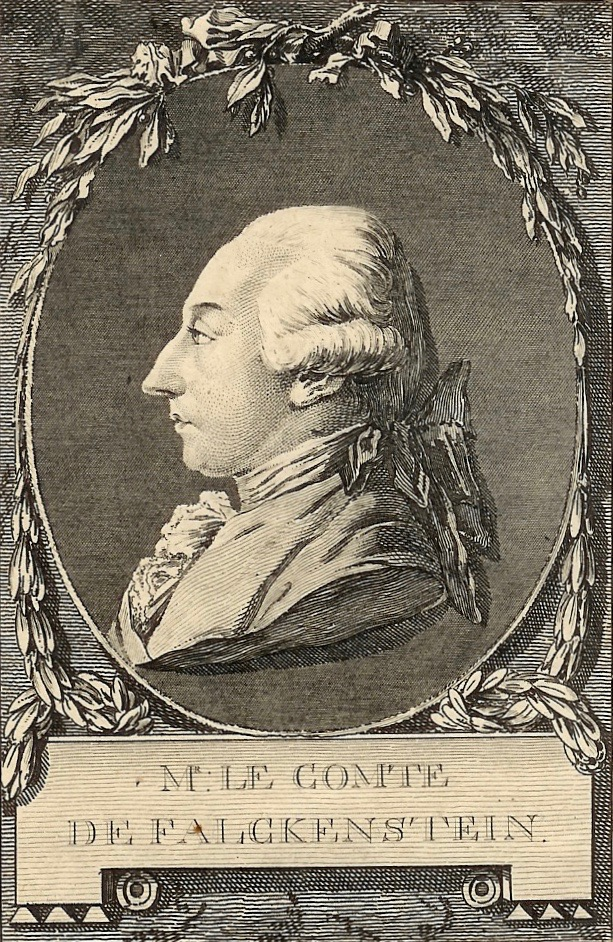
Kaiser Joseph II. im Inkognito als Comte de Falckenstein (Kupferstich aus dem Jahr 1777)

Das Inkognito stellte bei Reisen europäischer Monarchen und ihrer Angehörigen in der Zeit vom 16. Jahrhundert bis nach dem Ersten Weltkrieg eine besondere Form des höfischen Zeremoniells dar. Es diente nicht der Herstellung echter Anonymität, sondern der Vermeidung von ansonsten formell erforderlichen aufwändigen Zeremonien und eventueller Rangstreitigkeiten bei Herrschertreffen. Zunehmend gewann es auch Bedeutung, um Herrschern und ihren Familien bei Reisen eine gewisse Privatsphäre zu ermöglichen. Gelegentlich wurde das Inkognito auch von bürgerlichen Reisenden angewandt, etwa von Goethe während seiner Italienischen Reise.
Seine Hochphase erlebte das Inkognito im 18. und 19. Jahrhundert, vor allem bei Auslandsreisen, aber auch bei Fahrten innerhalb des eigenen Territoriums. Ein wichtiges Anwendungsfeld war zudem die für Fürstensöhne im 17. und 18. Jahrhundert übliche Grand Tour. Die Verwendung des Inkognitos, meist auch unter Nennung des jeweiligen Pseudonyms, wurde bei Herrscherreisen in der Regel über die jeweiligen Zeitungen bekanntgegeben. Die meisten Fürsten verwendeten für ihr Inkognito einen nachrangigen Titel ihrer Herrschertitulatur oder einen in anderer Form auf ihr Herrschaftsgebiet hinweisenden Namen. Beispielsweise verwendeten mehrere preußische Könige, darunter Friedrich der Große, für Reisen unter Inkognito den Titel eines Grafen von Ruppin, nach der seit 1524 den Hohenzollern gehörenden Grafschaft Ruppin. Der dänische König Friedrich VIII. reiste als Graf Kronborg, was bei seinem plötzlichen Tod 1912 in Hamburg zunächst für Komplikationen sorgte. Bekannt ist auch das von Kaiser Joseph II. oft verwendete Pseudonym Graf von Falkenstein (auf Französisch Comte de Falckenstein), nach der Grafschaft Falkenstein, einer kleinen linksrheinischen, dem Haus Habsburg gehörenden Herrschaft.

## Geschichte

### Vorläufer
Das Wort „inkognito“ kommt aus dem Italienischen (incognito) und wiederum vom lateinischen incognitus (unbekannt, von cognoscere kennen, wissen). Erste Formen des Inkognitos, bei dem Reisende und Besucher bewusst auf die Offenlegung ihrer Person verzichteten, sind bereits für die Zeit des Mittelalters bekannt. So vermied es beispielsweise Bernhard von Clairvaux bei seinen Reisen, seinen Namen zu nennen, um Neugierigen zu entgehen. Herrschertreffen fanden in dieser Zeit selten statt und wurden zur Vermeidung von Rangstreitigkeiten gerne auf neutralem Boden durchgeführt. Zunehmend wurde dabei versucht, auch sonstige Anlässe für Rangprobleme zu vermeiden. Der englische König Richard II. und sein französischer Amtskollege Karl VI. trafen sich 1396 zur Unterzeichnung eines Friedensvertrags während des Hundertjährigen Kriegs nicht nur auf neutralem Boden in der Nähe von Calais, sie vereinbarten zudem das Anlegen möglichst einfacher Kleider.
Zu den Vorläufern des im 18. und 19. Jahrhunderts zu seiner ausgefeilten Form entwickelten Inkognitos zählt die sogenannte „Aufwartung“ bei der Eheschließung im Hochadel. Meist erfolgte die Aufwartung, bei der sich die Ehepartner in den damals üblichen nach dynastischen Gesichtspunkten arrangierten Ehen erstmals kennenlernten, sehr formell. Manche Herrscher und andere Adlige im späten Mittelalter warfen jedoch in Verkleidung vorab einen Blick auf ihre künftige Ehefrau, um damit ihre Liebe zu verdeutlichen und diese nach außen den dynastischen Aspekten voranzustellen. Erstmals machte dies der französische König Karl VI. vor seiner Hochzeit mit Isabeau de Bavière 1389, als er in Verkleidung den Einzug seiner künftigen Ehefrau in Paris beobachtete. Er erhielt jedoch nach eigener Aussage von den ihn nicht erkennenden Wächtern des Hochzeitszuges Prügel, als er sich seiner Zukünftigen nähern wollte. Dadurch, dass er dies freimütig am Abend der Hochzeit erzählte, verdeutlichte er gegenüber seinen Gästen den Vorrang der Liebe vor den dynastischen Aspekten dieser seit langem geplanten Ehe und beförderte seine Volkstümlichkeit. Zu den Herrschern, die sich ebenfalls inkognito über ihre künftigen Frauen informierten, zählten beispielsweise der englische König Heinrich VIII. bei Anna von Kleve, der französische König Ludwig XIII. bei Anna von Österreich sowie dessen Sohn Ludwig XIV. vor seiner Heirat mit Maria Teresa von Spanien. Schließlich sind die verschiedenen Legenden über Herrscher, die sich verkleidet unter ihr Volk mischten, um dessen Probleme und Wünsche kennenzulernen, zu nennen, die ebenfalls Vorläufer des formellen Inkognito sind.
Im 16. und 17. Jahrhundert etablierte sich an den meisten europäischen Höfen ein ausgefeiltes Zeremoniell, dokumentiert in Hofordnungen und Zeremonienbüchern. Vorbild war zunächst das spanische Hofzeremoniell, ehe unter Ludwig XIV. der französische Hof maßgebend für die weitere Entwicklung des Zeremoniells wurde. Dieses deckte den ganzen Tagesablauf des Herrschers ab, vom morgendlichen Aufstehen, dem Lever, bis zum abendlicher Coucher, und ließ kaum mehr Platz für private Interessen und Erholung von den Pflichten des Herrschers. Während bei Hofe durch Maskeraden und Feste eine Entlastung vom strengen formellen Zeremoniell möglich war, entwickelte sich das Inkognito vor allem als Form des Reisezeremoniells. Es war jedoch dezidiert nicht als unerkanntes Reisen gedacht, sondern sollte vielmehr Reisen und Herrschertreffen ohne formelles Zeremoniell ermöglichen, das inzwischen bei Reisen von Kaisern und Königen mehrere hundert Begleitpersonen, von Wachen über Reitknechte und Küchenpersonal bis hin zu Kammerherren und sonstigen Hofchargen, erforderte. Die wahre Identität des Inkognito-Reisenden durfte und sollte durchaus bekannt werden, sie ermöglichte jedoch den Verzicht auf die umfangreiche Begleitung sowie aufwändige Empfangszeremonien.

### Peter der Große als Präzedenzfall

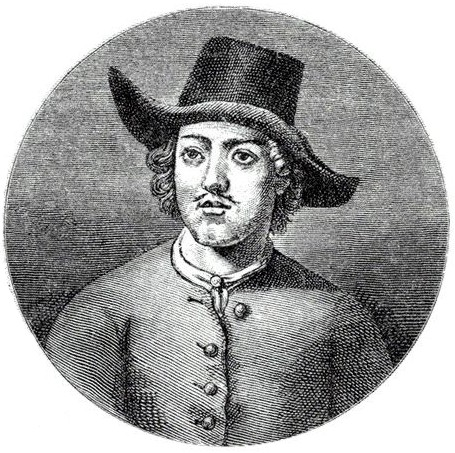
Peter der Große in einfacher Kleidung während der Großen Gesandtschaft

Die endgültige Form des Inkognito wurde schließlich, auch wenn es bereits zuvor explizit Anwendung bei fürstlichen Reisen gefunden hatte, maßgeblich durch Zar Peter den Großen und seine Große Gesandtschaft beeinflusst. Der Zar begleitete bei dieser in den Jahren 1697 und 1698 durchgeführten Reise seine Gesandten inkognito als einfacher Unteroffizier Petr Michailow. Den übrigen Gesandtschaftsmitgliedern war es verboten, ihn als Zar anzusprechen, dennoch legte Peter großen Wert darauf, dass ihm mit dem gebotenen Respekt gegenübergetreten wurde. Diese trotz aller Vorläufer neue Form des Herrscherauftritts führte während der Reise des Zaren wiederholt zu Komplikationen, vor allem dann, wenn er tatsächlich nicht erkannt wurde oder wenn seine Gegenüber unsicher waren, wie sie mit ihm umzugehen hatten. So kam es beispielsweise zu Komplikationen, als der Zar die Festungsanlagen des damals zu Schweden gehörenden Riga besichtigte und die Wachmannschaften ihm deutlich machten, dass dies ohne Erlaubnis verboten war. Der Zwischenfall wurde drei Jahre später noch zur propagandistischen Begründung des Großen Nordischen Krieges herangezogen.
Peter der Große wechselte flexibel zwischen dem Inkognito und seiner Herrscherrolle, je nach Bedarf gab er sich während der ganzen Reise zu erkennen. Auch während seiner Lehrmonate auf einer Amsterdamer Werft war allen klar, wer Petr Michailow tatsächlich war und wiederholt fanden ihm zu Ehren besondere Veranstaltungen statt. Die europäischen Zeitungen, die sich in dieser Zeit zunehmend entwickelten, berichteten ebenfalls umfangreich über den Zaren und sein Inkognito, trotz einiger Verbote. Seine Gesprächspartner unter den europäischen Monarchen achteten das Inkognito ebenfalls. So fuhr beispielsweise der englische König Wilhelm III. nicht in einer seiner eigenen Kutschen, sondern in der Kutsche von Lord Romney, einem hochrangigen Militär und Diplomaten – also kurzzeitig ebenfalls inkognito – zur Unterkunft Peters während dessen Besuch in London. Auch der Besuch bei Kaiser Leopold I. in Wien blieb im Inkognito und ermöglichte es, dass sich beide Monarchen gleichrangig begegnen konnten, obwohl der russische Zarentitel damals noch nicht allgemein als Äquivalent zum römisch-deutschen Kaisertitel anerkannt worden war. Auf die Spitze getrieben wurde das Inkognito, als Leopold I. während einer zu Ehren des Besuchers veranstalteten Maskerade in Form einer Dorfwirtschaft in seiner Rolle als Wirt seinen als friesischen Bauern verkleideten russischen Gast aufforderte, auf die Gesundheit des Kaisers und des Zaren zu trinken. Nicht alle in der Folgezeit etablierten Regeln des Inkognito wurden von Peter dem Großen während seiner Reise beachtet, er etablierte es jedoch als Präzedenzfall in der Diplomatie und gab seiner Anwendung einen wesentlichen Rahmen.

### Das Inkognito als etabliertes Zeremoniell
Zu Beginn des 18. Jahrhunderts war das Inkognito bereits fester Bestandteil des höfischen Zeremoniells. Peter der Große hatte zwar mit seiner Reise wesentliche Maßstäbe gesetzt, dennoch gab es zunächst noch Unterschiede und Unklarheiten in der Anwendung. Sehr früh wurden daher bei gegenseitigen Besuchen von Souveränen und Monarchen vorab die Einzelheiten und Formen des Inkognitos abgestimmt und festgelegt. Daraus entwickelten sich bald feste Regeln, die in den damals herausgegebenen Werken der Zeremonialliteratur meist aufgeführt wurden. So ging Julius Bernhard von Rohr in seinem 1733 erschienenen Werk Ceremoniel-Wissenschafft Der großen Herren ausführlich auf das Inkognito ein, das er vor allem für Reisen und zur Vermeidung von Rangstreitigkeiten als wichtig erachtete. Friedrich Karl von Moser behandelte das Inkognito in seinem umfangreichen, 1754/55 erschienenen Werk Teutsches Hof-Recht ebenfalls und versuchte sich erstmals an einer Definition. Er benannte als wesentliche Merkmale:

„Daß und ob ein Herr incognito da seye, erkennt man 1. an seiner Person, 2. an dem betragen des Hofes gegen ihn, und 3. in seinem Betragen gegen den Hof.“

Als Merkmale der Person benannte Moser:
- Der angenommene Titel muss niedriger als der eigentliche Herrschertitel sein
- Es wird als Name eine Stadt oder ein Territorium im Herrschaftsgebiet verwendet
- Kurfürsten und Fürsten reisen als Graf oder Edelmann
- Bei Verwendung des eigentlichen Titels kann das Inkognito auch durch bewusste Nennung des Wunsches, „al incognito“ zu sein, erzeugt werden.

Der gastgebende Hof beachtete das Inkognito vor allem durch Verzicht auf formellen Empfang und militärisches Zeremoniell sowie eine Unterbringung des Gastes außerhalb des Herrschaftssitzes. Viele Inkognitoreisende wählten von sich aus bewusst einen örtlichen Gasthof als Quartier. Bei Tisch erfolgte keine gesonderte Bedienung, auf formelle Besuche und Gegenbesuche wurde verzichtet. Der Gast zeigte sein Inkognito beispielsweise durch Besuche bei Mitgliedern des Hofes, die er unter seinem richtigen Titel aus Gründen der Rangfolge nicht besucht hätte, und verzichtete auf die Vorfahrt im Wagen. Moser benannte auch Anlässe, bei denen sich die Anwendung des Inkognitos verbietet, wie etwa Reichstage. Unerwünscht war das Inkognito auch bei Besuchen von deutlich rangniedrigeren Personen. Moser empfahl Herrschern weiterhin, den Empfang von sie im Inkognito besuchen wollenden Fürsten abzulehnen, wenn diese ansonsten keinen Aufwand scheuen würden – zwar war Sparsamkeit durchaus ein Grund für die Anwendung des Inkognitos, dies sollte jedoch nicht dazu führen, die Würde des Besuchten herabzusetzen. Das Inkognito sollte zudem nicht zu streng gehandhabt werden; im Verhalten gegenüber einem Gast im Inkognito durfte man von den zeremoniellen Formen abweichen, die ansonsten gegenüber einem Gast verwendet wurden, der tatsächlich nur den Rang innehatte, den der Gast im Inkognito aufgrund des für seine Reise verwendeten Titels beanspruchte.
In der Mitte des 18. Jahrhunderts war das Inkognito ein allgemein bekannter Begriff, dessen Regeln für die Verwendung auf Reisen und bei Besuchen weitgehend festgelegt waren. Zedlers Universallexikon definierte es wie folgt:

„Incognito seyn heisset / wenn ein vornehmer Herr sich vor eine Privat-Person ausgiebet /
damit er verborgen bleiben möge. Es hat seine Gradus, denn halb incognito seyn / ist wenn
ein grosser Herr zwar äusserlich einen geringen Namen / jedoch die Ehren-Bezeugungen
als Escorte bey der Einholung / Visite und Wache annimmt; oder wenn er alles dergleichen
abschläget und sich gar nicht zu erkennen gibet.“

Vielfach wurde das Inkognito im 18. Jahrhundert auch von Diplomaten verwendet, diese konnten so ebenfalls Rangstreitigkeiten an den Höfen vermeiden. Die diplomatische Rangfolge war in dieser Zeit ein ungelöstes Problem und konnte gelegentlich zu heftigen Auseinandersetzungen führen. Bekannt ist der Londoner Kutschenstreit zwischen dem französischen und spanischen Botschafter am englischen Hof im Jahr 1661. Nachdem der Wiener Kongress 1815 die diplomatische Rangfolge verbindlich festgelegt hatte, entfiel dieser Grund jedoch. Nützlich war das Inkognito auch für informelle diplomatische Sondierungsgespräche. So erhielt James Francis Edward Stuart, der Thronanwärter der Jakobiten für den britischen Thron, in seinem Exil in Paris Besuche der in Frankreich akkreditierten Botschafter in der Regel im Inkognito. Kirchenfürsten wiederum nutzten das Inkognito für Anlässe, die sie in ihrer Eigenschaft als Bischof ansonsten nicht besuchen konnten. Aus Wien sind diverse Opernbesuche beispielsweise der Erzbischöfe von Salzburg und Wien im Inkognito verzeichnet.
Vor allem die Grand Tour junger Fürstensöhne, die sich, ausgehend von England, seit Ende des 17. Jahrhunderts allgemein als wichtiger Teil und Abschluss der fürstlichen Erziehung etablierte, wurde ein wichtiges Anwendungsfeld für das Inkognito. Begründet wurde es hier mehr als in anderen Anwendungsfällen mit der damit verbundenen Ersparnis, aber auch die Vermeidung gesellschaftlicher Verwicklungen und aufwändiger Zeremonien wurde in den im Auftrag der Väter der jungen Reisenden für die Reisen verfassten Instruktionen als Begründung genannt. Unter Inkognito waren die Fürstensöhne zudem dazu gezwungen, ihr Verhalten an den niedrigeren Rang anzupassen, es diente also auch als Teil der Ausbildung. Nicht zuletzt konnten so negative Folgen für das jeweilige Fürstenhaus vermindert werden, wenn der unerfahrene Nachwuchs – oft wurde die Grand Tour bereits im Alter von 15 oder 16 Jahren begonnen – trotz Aufsicht durch Hofmeister und Hauslehrer unterwegs gegen diplomatische Gepflogenheiten verstieß oder anderweitig über die Stränge schlug.
Das Inkognito wurde gelegentlich auch dazu genutzt, möglichen Konflikten mit anderen Herrschern aus dem Weg zu gehen. Ursachen konnten Rangstreitigkeiten, kürzlich erfolgte oder drohende politische und militärische Auseinandersetzungen oder schlicht persönliche Abneigungen sein. In solchen Fällen war man dann schon bemüht, das Inkognito nicht allzu bekannt werden zu lassen.
In der Regel jedoch war das Inkognito einer fürstlichen Persönlichkeit kein Geheimnis und allgemein bekannt. Zeitgenössische Berichte und Schriftstücke zu Besuchen im Inkognito nennen oft das gewählte Inkognito lediglich eingangs und verwenden im Weiteren den eigentlichen Titel und Rang. So finden sich zum Beispiel im ab 1769 geführten Gästebuch des Museum Fridericianum in Kassel vielfach sowohl die Inkognitonamen als auch – von den Museumskustoden ergänzt – die richtigen Namen und Titel fürstlicher Besucher.
Bald begann die literarische Verarbeitung des Inkognitos, zunächst über Zeitungsmeldungen und Reiseberichte. Letztere wurden oft gezielt veranlasst, um die Bescheidenheit und den Einsatz des jeweiligen Herrschers für seine Untertanen hervorzuheben. Es folgten bald auch Verarbeitungen in Prosawerken und Lyrik. Die feinen Unterschiede und Abwandlungen, die die Praxis des Inkognitos kennzeichneten, führten dazu, dass in diesen literarischen Rezeptionen die ursprüngliche Bedeutung des Wortes inkognito wieder in den Vordergrund rückte, die letztlich der heutigen Verwendung als tatsächlich unbekannt entspricht. Bekannt ist beispielsweise die Verwendung in diesem Sinne in dem Theaterstück Le barbier de Séville von Beaumarchais und dessen Vertonung, der Oper Der Barbier von Sevilla von Gioachino Rossini, wenn sich Graf Almaviva im Inkognito seiner Angebeteten nähert und ihren Vormund täuscht. Der humoristische und spielerische Aspekt des Inkognitos führte dazu, dass Komödien und Lustspiele im Mittelpunkt seiner literarischen Verarbeitung standen.
Joseph von Eichendorff beschrieb das Inkognito in einem unveröffentlichten Entwurf eines Puppenspiels so:

„Das nennt man so diplomatisch, mein Bester:

Der König nennt Graf sich und lächelt ein wenig,

Wir aber verneigen uns untertänig

Und lächeln und tun, als ob wir’s glauben,

Er tut, als glaubt’ er, daß wir’s glauben,

Und so aus Lächeln und solchem Glauben

Und Gegenglauben, an die niemand glaubt,

Bestehen die Staaten überhaupt.“

Ab Mitte des 18. Jahrhunderts nutzten auch wohlhabende bürgerliche Reisende zunehmend das Inkognito. Bekannt ist vor allem Goethes Italienische Reise unter dem Namen Johann Philipp Möller. Hatten bislang vor allem Adlige ihre Grand Tour unter Inkognito absolviert, so kam dies zunehmend bei wohlhabenden Bürgersöhnen in Gebrauch, für die sich die Grand Tour in der zweiten Hälfte des 18. Jahrhunderts ebenfalls als fast schon obligatorischer Abschluss ihrer Ausbildung etablierte. Sein Gebrauch wurde in der umfangreichen Ratgeberliteratur für die Grand Tour manchmal ausdrücklich empfohlen. Umgekehrt nutzten manche Adlige bewusst bürgerliche Namen, damit die etablierten Regeln und Merkmale des Inkognitos zunehmend aufweichend. Es gab in dieser Zeit auch ablehnende Stimmen, so riet Adolph Freiherr Knigge in seiner bekannten Schrift Über den Umgang mit Menschen ausdrücklich von der Benutzung eines Inkognitos auf solchen Reisen ab.

### Das Inkognito im aufgeklärten Absolutismus
Einen Höhepunkt erlebte das Inkognito in der Zeit des Aufgeklärten Absolutismus. Wesentliche Ursache war die Abneigung vieler Herrscher dieser Zeit gegen große Zeremonien und die damit verbundene Zeit- und Geldverschwendung. Vor allem Kaiser Joseph II. bediente sich bei seinen vielen Reisen regelmäßig des Inkognitos und nutzte es gezielt zur Steigerung seines Ansehens wie auch als wesentliches Instrument seiner Herrschaft. In der Regel reiste er unter dem Pseudonym Graf von Falkenstein (auf Französisch Comte de Falckenstein), nach der Grafschaft Falkenstein, einer kleinen linksrheinischen, dem Haus Habsburg gehörenden Herrschaft. Sie war nach der Heirat seiner Eltern, Franz Stephan von Lothringen und Maria Theresia und dem Frieden von Wien als einziger Teil Lothringens in habsburgischen Besitz übergegangen. Mit der Namenswahl betonte Joseph II. auch den Anspruch des Hauses Habsburg-Lothringen auf das Erbe Lothringens. Joseph II. nutzte sein Inkognito bei Reisen innerhalb und außerhalb der Habsburgischen Erblande. Da er mit der Anwendung des Inkognitos das Ziel verfolgte, sein Ansehen zu steigern, legte er Wert darauf, dass es bekannt wurde. Es ermöglichte ihm, Besichtigungen und Inspektionen so durchzuführen, dass ihm möglichst unverfälschte Zustände sichtbar wurden, zugleich aber sollte damit bekannt werden, dass der Herrscher sich um die Probleme seines Reichs und seiner Untertanen kümmerte.
Reisen im Inkognito ließ Joseph II. penibel vorbereiten und ankündigen. Zwar wurden im Nachhinein Legenden verbreitet, wie oft der Kaiser unerkannt geblieben sei, aber auch dies erfolgte gezielt, um die Volksnähe des Herrschers zu betonen. Schon dadurch, dass der Comte de Falckenstein auf solchen Reisen meist von einem rund zwei Dutzend Personen umfassenden Gefolge begleitet wurde, wäre ein echtes Inkognito kaum möglich gewesen. Auf seinen Reisen wurde Joseph II. daher oft schon von Schaulustigen erwartet. Auf seiner Reise 1777 nach Paris zu seiner Schwester Marie Antoinette und seinem Schwager, König Ludwig XVI., wartete in Augsburg vor dem Hotel Drei Mohren bereits eine große Menschenmenge auf ihn, vor der er, seinem Inkognito getreu, seinen Hut zog. Die Menschenaufläufe wiederholten sich fast auf jeder Station. Joseph II. nutzte zudem den spielerischen Charakter des Inkognitos, je nach Bedarf variierte er sein Auftreten, lehnte bestimmte Ehrungen ab und zeigte demonstrativ seine Bescheidenheit. Seinen Rang betonte er dennoch, zum Beispiel durch die Verwendung einfach geschnittener, aber aus den besten Tuchen bestehender und sehr hochwertiger Kleidung. Schloss Versailles betrat er zu Fuß und ohne Equipage, auch hier die etablierten Regeln des Inkognitos beachtend. Selbst gegenüber seiner Schwester und seinem Schwager blieb er immer der Comte de Falckenstein. Unterwegs versandte Korrespondenz unterzeichnete er als Joseph Falkenstein. Ludwig XVI. besuchte Joseph vor dessen Abreise in Paris, er ließ sich dabei als Vicomte de Paris titulieren und wählte somit ein gleichrangiges Inkognito.
Nur in wenigen Fällen führte die Anwendung des Inkognitos zu Problemen. So lehnte es Papst Clemens XIII. 1767 ab, den Comte de Falckenstein zu empfangen; Joseph II. blieb nichts weiter übrig, als mit dem Betreten des Vatikans wieder offiziell als Kaiser aufzutreten. Bei manchen Reisen musste sich Joseph II. zudem trotz des verwendeten Inkognitos dennoch in einzelnen besuchten Städten geplanter Ehrenbezeugungen erwehren, etwa durch die Drohung, dann die Stadt schnellstens wieder zu verlassen.
Mit Friedrich dem Großen bevorzugte ein weiterer Herrscher des aufgeklärten Absolutismus ebenfalls das Inkognito. Er nutzte es aber weniger als Joseph II. zur Steigerung seines Ansehens, auch wenn über ihn ähnliche Legenden in Umlauf gebracht wurden. Friedrich war mehr noch als der Kaiser allem Zeremoniellen abgeneigt. Bereits zu Beginn seiner Herrschaft hatte er verfügt, dass er von jeder Art von Repräsentation, Zeremonien und Paraden verschont werden wolle. Friedrichs Reisen fanden daher grundsätzlich im Inkognito statt. Er nutzte es ebenso wie Joseph II. auch für seine umfangreichen Inspektionsreisen in alle Teile seines Herrschaftsbereichs. Diese Inspektionsreisen im Inkognito waren eine Besonderheit der Zeit des aufgeklärten Absolutismus. Friedrich der Große setzte sich öfters über die Regeln des Inkognitos hinweg. So stellte er sich bei einem Besuch in Holland seinem späteren Vorleser und Sekretär Henri de Catt als „Kapellmeister des Königs von Polen“ vor, mithin also auf einen Adelstitel verzichtend.

### Das Inkognito im 19. Jahrhundert
Im 19. Jahrhundert wandelte sich die Bedeutung des Zeremoniells. Nunmehr stand das Bedürfnis der Herrscher nach privaten, eher bürgerlichen Reisen im Vordergrund. Der Bau der ersten Eisenbahnstrecken ab den 1830er Jahren beförderte diesen Wunsch, da Reisen nunmehr weniger beschwerlich und leichter möglich waren. Das führte dazu, dass im Inkognito auch regelrechte Familientreffen der vielfach miteinander verwandten europäischen Herrscherfamilien stattfanden. So trafen sich der preußische König Friedrich Wilhelm IV. und seine Frau Elisabeth 1853 in einem Hamburger Hotel mit Elisabeths Schwester, Erzherzogin Sophie, Königin Amalie von Griechenland sowie Großherzog Peter II. und Großherzogin Elisabeth von Oldenburg zu einem Familientreffen. Das preußische Königspaar logierte dort als Graf und Gräfin von Zollern, Erzherzogin Sophie trug sich als Gräfin von Weideneck in das Fremdenbuch des Hotels ein, die griechische Königin als Gräfin von Athen und das oldenburgische Großherzogspaar reiste unter dem Namen Graf und Gräfin von Rastede. Lediglich der ebenfalls teilnehmende Prinz von Wasa reiste unter seinem richtigen Namen.
Dieses Hamburger Treffen ist zugleich ein gutes Beispiel für die öffentliche Wahrnehmung solcher Inkognitoreisen. Die von allen Hotels zu führenden Fremdenbücher wurden damals in den örtlichen Zeitungen tagesaktuell veröffentlicht. Zwar waren die teilnehmenden Monarchen mit ihren Inkognitos eingetragen, aus dem über 80 Personen umfassenden Gefolge waren die höheren Hofchargen jedoch mit vollem Namen und Position im Fremdenbuch und damit in den Zeitungen genannt. Damit war jedem Zeitungsleser klar, dass der „Graf von Zollern nebst hohem Gefolge und Dienerschaft, von Berlin“, dem in der Eintragung als nächster „Oberst von Bonin, Adjutant seiner Majestät des Königs von Preußen“ folgte, eben dieser König von Preußen war. Vor dem Hotel versammelten sich dementsprechend während des Treffens tausende Schaulustige, ebenso auch bei allen örtlichen Besuchen bspw. in Hamburger Kirchen oder im Hafen, wie Carl von Kamptz, der preußische Gesandte in Hamburg, in seinem Bericht vermerkte.
Für die zunehmende Zahl der privaten Reisen der europäischen Herrscher und des Hochadels im 19. Jahrhundert wurde die Reise im Inkognito bei gleichzeitiger öffentlicher Wahrnehmung die Regel, sei es bei Verwandtenbesuchen, Badeaufenthalten oder Bildungsreisen. Zum Beispiel zeigt die Liste bekannter Kurgäste in Bad Kissingen deutlich, dass viele fürstliche Persönlichkeiten unter Inkognito ihre Badekuren im damaligen Weltbad Bad Kissingen absolvierten.
Die allmähliche Etablierung fester Regeln für das diplomatische Zeremoniell und die mit dem Wiener Kongress geklärten Fragen der Rangfolge reduzierten den Bedarf, die eigene Würde durch möglichst aufwändige offizielle Zeremonien hervorzuheben. Dementsprechend war im 19. Jahrhundert anders als früher bei offiziellen Besuchen und Reisen ein reduziertes Zeremoniell möglich und wurde je nach Anlass festgelegt. Das beförderte ebenfalls die gewandelte Bedeutung des Inkognito mit der Betonung des privaten Charakters. Trotz dieser zunehmenden Funktion als private Schutzzone wurden vielfach feste Regeln für die Anwendung des Inkognitos eingeführt, teils noch unterschieden zwischen „Inkognito“ und „strengstem Inkognito“.
Wie die Unterschiede zwischen einem offiziellen Besuch und einer Inkognito-Visite aussahen, veranschaulichen gut zwei Berichte über Aufenthalte des preußischen Königs Friedrich Wilhelm III. in Gotha, der Hauptstadt des Herzogtums Sachsen-Gotha-Altenburg. 1813 kam er im Inkognito auf der Durchreise durch Gotha:

„Heute Mittag 12 Uhr kamen unter dem Namen eines Grafen von Ruppin Seine Majestät der König von Preußen hier an und setzten, nachdem Allerhöchstdieselben sich mit unseres gnädigst residierenden Herzogs Durchlaucht, Höchstwelcher ihm im Posthause seine Ehrfurcht bezeigte, eine halbe Stunde lang freundschaftlichst unterhalten hatten, unter allgemeinem Vivatrufen des Volkes ihre weitere Reise nach Eisenach fort.“

Dagegen fand 1821 bei der Durchreise Friedrich Wilhelms III. in Gotha eine offizielle Visite bei Herzog August statt:

„Früh gegen 9 Uhr verkündigte der Donner der Kanonen die nahe Ankunft Seiner Majestät des Königs von Preußen; ein Viertel nach 10 Uhr trafen Seine Majestät, unter Vorreitung des Herrn Haus-Oberstallmeisters von Wangenheim und einigen Vorreitern, im Friedrichsthal ein und wurden von Serenissimo, Hofdamen und einigen Herren Cavalieren am Wagen empfangen und in Ihro Hoheit der Herzogin Zimmer begleitet […] Eine Compagnie von dem Linien-Regiment nebst den Hautboisten und die Freiwilligen Jäger machten hernach Musik im Friedrichsthal-Garten. Nach einem kurzen Aufenthalt [be…?] sich Seine Majestät und setzten unter Vorausreitung des Herrn Haus-Oberstallmeisters von Wangenheim und einigen Reitknechten unter dem Donner der Kanonen Höchstdero Reise weiter fort. […] Es sind 101 Schuß bei der Ankunft geschehen und 101 Schuß bei der Abreise.“

Die zunehmende Verrechtlichung im 19. Jahrhundert berücksichtigte auch das Inkognito „höchster und allerhöchster Herrschaften“, wie damals die Monarchen und ihre Familien umschrieben wurden. Zwar verlangten Passgesetze zunehmend von allen Staatsangehörigen, sich jederzeit ausweisen zu können; den Angehörigen souveräner Häuser wurde jedoch vielfach ein Recht auf das Inkognito zugestanden und akzeptiert, dass Reisepapiere und Pässe auf die Inkognitonamen ausgestellt wurden. Wie auch in anderen Rechtsbereichen unterschied sich hier das Fürstenrecht ausdrücklich von dem ansonsten für alle Staatsbürger verbindlichen bürgerlichen Recht.
Zunehmend verlor das Inkognito jedoch seine Bedeutung zur Vermeidung von Rangstreitigkeiten und Vermeidung diplomatischer Konflikte. Im Gegenteil führte seine Anwendung teilweise sogar zu neuen diplomatischen Problemen, wenn etwa lokale Verwaltungen, die nicht über Besuche fremder Souveräne informiert waren, den trotz des Inkognitos erwarteten Respekt verweigerten. Im Zeitalter des Nationalismus kam es außerdem zu Konflikten, wenn die örtliche Bevölkerung ihren Unwillen gegenüber Herrschern oder deren Familienmitgliedern aus Staaten deutlich machte, mit denen es kriegerische oder politische Auseinandersetzungen gegeben hatte. Das bekam beispielsweise der bayerische König Ludwig II. bei einer Reise nach Reims 1875 zu spüren, wo die Erinnerungen an den Deutsch-Französischen Krieg vier Jahre zuvor noch sehr frisch waren. Wie der vom französischen Außenministerium für Ludwig abgestellte Begleiter berichtete, versammelte sich nach Bekanntwerden der Anwesenheit des Königs eine feindselige Menschenmenge vor seinem Hotel. Eine lokale Zeitung lobte nach seiner Abreise ironisch die Zurückhaltung, die er angesichts der „Heldentaten der Bayern in Bazeilles“ an den Tag gelegt habe.
Die Funktionen des Inkognitos gegenüber der Öffentlichkeit wandelten sich ebenfalls. Seine fast zur Regel gewordene Verwendung ließ es nicht mehr zu, das Inkognito wie noch zu Zeiten Josephs II. öffentlichkeitswirksam zur Popularisierung des Herrschers zu nutzen. Auch hatte sich durch die Verrechtlichung der spielerische Charakter, der bewusste Abweichungen zuließ, immer mehr verflüchtigt. Immer mehr diente es lediglich dem Zweck, dem Wortlaut entsprechend schlicht unerkannt zu bleiben.

### Nach dem Ersten Weltkrieg
Bis 1914 und noch teils während des Ersten Weltkriegs waren Inkognitoreisen die übliche Praxis bei Reisen von Monarchen, Angehörigen ihrer Häuser sowie anderer Mitglieder des europäischen Hochadels. Vielfach wurde es aber bereits explizit auf die Zeit der Reise reduziert, nicht aber bei den Aufenthalten vor Ort angewandt. Zudem lockerte sich die Bedeutung des formellen Hofzeremoniells, was ebenfalls das Bedürfnis für das Inkognito als informelles Zeremoniell reduzierte. Die Abschaffung der Monarchien in fast allen Staaten, die den Krieg verloren hatten, und damit der Vorrechte des Adels reduzierte zudem die rechtlichen Einsatzmöglichkeiten und die Zahl der potenziellen Nutzer erheblich. Manche Hochstapler nutzten jedoch in der Zwischenkriegszeit die noch bekannten Versatzstücke und Regeln des Inkognitos, indem sie ihre Zugehörigkeit zum Hochadel und ein Auftreten unter Pseudonym suggerierten. Sie bedienten sich dabei Versatzstücken wie etwa der ostentativen Bescheidenheit im Auftreten und der scheinbaren Ablehnung des angeblichen eigentlichen Rangs. Bekannt ist Harry Domela, der Mitte der 1920er Jahre in Thüringen als Baron Korff auftrat und es ausnutzte, dass er für einen Enkel von Ex-Kaiser Wilhelm II. gehalten wurde.
Nach dem Krieg kam das Inkognito daher nur noch gelegentlich zur Anwendung. Bekannt sind beispielsweise Reisen der belgischen Könige Albert I. und Leopold III. unter Inkognito. Länger fand das Inkognito Anwendung im Fürstentum Monaco. Einschließlich des Fürsten Albert II., der in seiner Jugend mit einem Reisepass auf den Namen Albert de Rosemont (nach einem früheren Besitz des Hauses Grimaldi im Elsass) reiste, haben alle Fürsten der Zeit nach 1918 für ihre Reisen noch das Inkognito genutzt. Neueren Datums ist die Teilnahme des niederländischen Königs Willem-Alexander an der traditionellen Elfstedentocht im Jahr 1986 noch als Kronprinz unter dem Pseudonym W. A. van Buren (Graf van Buren zählt zu den Titeln der niederländischen Monarchen).

## Merkmale des Inkognitos
Wesentliche Merkmale des historischen Idealtypus eines Inkognitos als höfisches Zeremoniell sind nach Volker Barth:
- Es wurde bei Reisen außerhalb des eigenen Hofes und des eigenen Herrschaftsgebiets sowie bei innerstaatlichen Inspektions- oder Privatreisen verwendet, wobei die konkrete Form des Inkognitos mit dem Gastgeber abgestimmt wurde.
- Das verwendete Inkognito bestand aus einem nachrangigen Adelstitel, der aber die wahre Identität des Reisenden für alle Wissenden offenlegte.
- Die Verwendung des Inkognitos und des verwendeten Pseudonyms wurden vor Reiseantritt bekannt gegeben.
- Durch eine dezente Kleidung und den bewussten Verzicht auf Ehrenbezeugungen wurde das Inkognito verdeutlicht, der Gastgeber passte sich dem jeweils in seiner Kleidung an.
- Je nach Bedarf konnte auf Reisen zwischen dem Inkognito und dem offiziellen Status gewechselt werden.

Das Inkognito war damit keine echte Täuschung. Die wahre Identität seines Trägers sollte immer durchscheinen und erkennbar werden. Damit erhielt das zeremonielle Inkognito einen dezidiert spielerischen Charakter. Dieses Spiel mussten beide Seiten spielen, damit seine Funktion sichergestellt war. Das Spielerische zeigte sich auch darin, dass von den idealtypischen Merkmalen abgewichen werden durfte, solange nicht die Grundfunktion der verborgenen, aber dennoch erkennbaren Identität verloren ging.
Der Wahl des Inkognitos wurde oft besondere Sorgfalt zuteil. Es sollte verdeutlichen, wer der fürstliche Reisende tatsächlich war, aber keinen Anlass für Verwicklungen geben. In der Regel wurde ein nachgeordneter Titel gewählt, alternativ waren auch fiktive Titel in Gebrauch, die jedoch eindeutig zuzuordnen waren, beispielsweise durch Wahl des Namens eines der Schlösser des Hauses. Nicht jeder Titel, auf den ein Herrscher Anspruch erhob, war jedoch geeignet. Als Friedrich August I. von Sachsen als Kurprinz seine Grand Tour antrat, war für ihn zunächst ein Inkognito als Graf von Henneberg vorgesehen. Die Grafschaft Henneberg war jedoch eine gefürstete Grafschaft, mithin erwies sich der Titel als zu bedeutend und gleichrangig mit anderen regierenden Fürsten. Zudem gehörte die Grafschaft, die seit dem Aussterben der Henneberger 1583 den Wettinern gehörte, nur teilweise zu Kursachsen, andere Teile gehörten den diversen Ernestinischen Herzogtümern. Der nachmalige August der Starke reiste schließlich als Graf von Leisnig, teils auch als Graf von Meißen; beide Titel verwiesen eindeutig auf Kursachsen als sein Herkunftsland.
Weitgehend an den eingangs genannten Merkmalen orientiert, war das Inkognito als besondere Form des höfischen Zeremoniells im 19. Jahrhundert in manchen Monarchien detailliert geregelt. Im 17. und 18. Jahrhundert waren die Instruktionen für fürstliche Reisen und damit auch für das Inkognito in der Regel noch von Fall zu Fall festgelegt worden. Diese Normierung des Inkognitos führte jedoch auch dazu, dass sein spielerischer Charakter zunehmend verloren ging. Im Königreich Bayern legte König Ludwig I. 1829 in einer Reiseverordnung für die Mitglieder des königlichen Hauses genau fest, welche Behörden über Reisen unter Inkognito zu verständigen und wie entsprechende Begrüßungen des Königs und von Prinzen des königlichen Hauses durchzuführen waren. König Maximilian II. ließ diese Reisebestimmungen 1857 fortschreiben. Sie waren von allen Angehörigen des Hauses Wittelsbach zu befolgen. Der Monarch entschied in seiner Eigenschaft als Chef des Hauses über die Form der Reisen aller Familienmitglieder. In vier, als Norm I bis IV bezeichneten Stufen wurden die Reisen unterschieden, wobei jeweils die Form des Inkognitos zunehmend gesteigert wurde. In Norm IV, dem strengsten Inkognito, war auf alle Empfänge und Aufwartungen zu verzichten, trotzdem waren auch hier alle Behörden über die Reise zu informieren. 1907 regelten die Königlich Bayerischen Staatseisenbahnen in ihrer Dienstanweisung für die Durchführung von Sonderzügen Allerhöchster und Höchster Herrschaften ebenfalls die Informationspflichten für Inkognitoreisen. Bei Inkognitoreisen des Monarchen waren zum Beispiel demnach die Bahnstationen an Garnisonsstandorten dazu verpflichtet, den Garnisonsältesten und Bezirkskommandeuren der Bayerischen Armee davon Kenntnis zu geben, selbst wenn der vom Staatsoberhaupt genutzte Zug den Bahnhof ohne Halt passieren sollte.
In Bayern wie in fast allen anderen Staaten war die allgemeine Öffentlichkeit bei Inkognitoreisen ausdrücklich zugelassen. Über die Presse wurde zudem meist informiert, unter welchem Inkognito eine Reise angetreten wurde und in welchem Umfang es zu beachten war. Als König Ludwig II. 1875 nach Frankreich reiste, berichtete die Allgemeine Zeitung am Tag der Abreise: „Wie wir vernehmen, ist seine Majestät der König heute Abend mit dem Pariser Schnellzug im strengsten Incognito mit dem Oberststallmeister Grafen v. Holnstein sowie dem Generaldirectionsrath Schamberger über Straßburg nach Reims zu mehrtägigem Aufenthalt abgereist. Se. Maj. wird Freitag Nachts wieder in Schloß Berg zurückerwartet.“ (Allgemeine Zeitung, 24. August 1875) Ludwig II. verzichtete dabei auf sein übliches Inkognito als Graf von Berg und reiste als Comte Holnstein, damit die Identität eines seiner Begleiter übernehmend. Abweichend von der üblichen Vorgehensweise wurde nur die Presse im Zielland der Reise über das gewählte Pseudonym informiert.
Nicht zum Inkognito als Zeremoniell zu rechnen sind die Verwendung von Pseudonymen und nicht dem Rang entsprechender Kleidung mit dem Ziel, die eigene Identität tatsächlich zu verbergen und dem Gegenüber tunlichst nicht bekannt werden zu lassen. Herrscher auf der Flucht, wie etwa Ludwig XVI., der auf der Flucht nach Varennes 1791 den Namen eines Kammerdieners annahm, waren nicht im formellen Inkognito unterwegs. Auch die Flucht des späteren englischen Königs Karl II., als Förster verkleidet, vor den Truppen Oliver Cromwells 1651 zählt nicht dazu, auch wenn Karl II. in späteren Jahren seine erfolgreiche Flucht – ähnlich wie Kaiser Joseph II. seine Inkognito-Reisen – bewusst zur Förderung seines Images nutzte. Die fluchtartige Abreise von Prinz Wilhelm von Preußen, dem späteren deutschen Kaiser Wilhelm I., aus Berlin während der Märzrevolution 1848 unter dem Decknamen „Lehmann“ war ebenfalls kein „klassisches“ Inkognito, da der Prinz und seine wenigen Begleiter tunlichst auf Anonymität bedacht waren und ihre Identität während der Reise mehrfach verleugnen mussten. Ebenso im strengen Sinn nicht dazuzurechnen ist das seit Harun ar-Raschid bekannte Narrativ des Herrschers, der sich verkleidet unter seine Untertanen mischt, um ihre wahren Sorgen und Wünsche zu erfahren, da hier die Gegenüber tunlichst nicht die wahre Identität kennenlernen sollen. Hier war der Übergang zum formellen Inkognito jedoch fließend, zumal beiden Formen der spielerische Charakter zu eigen war.

## Beispiele für Inkognitos

### Anhalt
Der nachmals als Alter Dessauer bekannte Fürst Leopold I. von Anhalt-Dessau wählte für seine Grand Tour Graf von Waldersee als Inkognito, nach der den Askaniern gehörenden Burg Waldersee, die in der Nähe von Dessau lag. Der Titel diente 1786 als Name für eine morganatische Seitenlinie der Askanier, die seitdem Grafen von Waldersee waren. Fürst Johann August von Anhalt-Zerbst reiste unter dem Namen eines Grafen von Mühlingen; die Fürsten von Anhalt-Zerbst waren 1660 mit der Grafschaft Mühlingen belehnt worden.

### Baden
Markgraf Karl Friedrich von Baden verwendete als Inkognito bei seinen Reisen nach Paris an den Hof von König Ludwig XV. einen Titel als Graf von Eberstein, nach der Grafschaft Eberstein, die das Haus Baden zu wesentlichen Teilen von den Grafen von Eberstein erworben hatte, deren Stammsitz Alt-Eberstein bei Baden-Baden lag.

### Bayern
Der bayerische Kurfürst Karl Albrecht, der spätere Kaiser Karl VII., verwendete unterschiedliche Inkognitos. Bei seiner Grand Tour 1716, noch als Kurprinz, reiste er als Graf von Trausnitz nach Italien, nach der seit langem im Besitz der Wittelsbacher stehenden Burg Trausnitz in Landshut. Anders als später Papst Clemens XIII. beim Comte de Falckenstein respektierte Papst Clemens XI. das Inkognito. Ostentativ und damit den Gast ehrend verkündete er, dass er das nur widerwillig tue. 1741 verwendete Karl Albrecht eine Identität als Graf von Fugger.
Bayerns König Ludwig II. griff auf das Inkognito bei fast allen seinen Reisen zurück. In der Regel reiste er als Graf von Berg, so auch bei seinem Besuch in Paris anlässlich der Weltausstellung 1867, bei der er unter anderem mit Kaiser Napoleon III. und dem portugiesischen König Ludwig I. zusammentraf. Das von Ludwig II. verwendete Inkognito spielte auf das dem bayerischen Königshaus gehörende Schloss Berg am Starnberger See an, das Ludwig II. als Sommerresidenz nutzte. Bei manchen seiner Inkognito-Reisen, die ihn unter anderem zu Richard Wagner in die Schweiz führten, beachtete Ludwig nicht alle etablierten Merkmale des Inkognito. So legte er bei seinen Reisen in die Schweiz in den 1860er Jahren Wert darauf, dass diese Reisen geheim blieben, die ansonsten übliche Bekanntgabe der Reise einschließlich Inkognito entfiel und Ludwig bemühte sich sogar darum, dass solche Fahrten auch den bayerischen Behörden außerhalb seines engsten Umkreises unbekannt blieben. Für eine Rundreise durch Franken Ende 1866 wiederum nutzte er seinen auffälligen, mit dem königlichen Wappen geschmückten Hofzug, obwohl diese Reise entsprechend der Regeln des bayerischen Königshauses für Inkognito-Reisen unter „strengstem Incognito“ durchgeführt wurde. Diese teils auffälligen Abweichungen von den üblichen Merkmalen und Regeln des Inkognito wurden nach seinem Tod in manchen damaligen Publikationen als eines von vielen Indizien für seine vermutete Geisteskrankheit gewertet.
Prinzessin Therese von Bayern, die – für die damalige Zeit bei einer Angehörigen des Hochadels eher unüblich – alleine Forschungsreisen nach Nord- und Südamerika durchführte, bediente sich auf diesen Reisen eines Inkognitos als Gräfin Elpen.

### Dänemark
Der spätere König Friedrich IV. wählte noch als Kronprinz 1693 für eine Reise nach Paris das Pseudonym Graf von Scharvemburg, eine etwas abweichende Schreibweise für ausgestorbene Geschlecht der Grafen von Schauenburg, deren früheres Territorium im heutigen Schleswig-Holstein zu dieser Zeit den dänischen Königen gehörte. Bei der Begegnung mit Ludwig XIV. im Schloss Versailles behielt er trotz dieses scheinbar niedrigeren Ranges seinen Hut auf und verdeutlichte so seine tatsächliche Position.
König Christian VII. wählte für seine Europareise 1768/69 ein Inkognito als Prince de Travendahl, nach dem holsteinischen Schloss Traventhal, das zu dieser Zeit als Sommerresidenz der dänischen Könige diente. Eine aus diesem Anlass in England geprägte Medaille verewigte dieses Inkognito. Als Reisename war es damit allgemein bekannt, Benjamin Franklin berichtete in einem Brief, dass ihn der König unter diesem Namen in London besucht habe.
König Friedrich VIII. reiste als Graf Kronborg, nach dem bekannten dänischen Schloss Kronborg. Während eines Aufenthalts mit seiner Familie in Hamburg unter diesem Inkognito auf der Rückreise von einem Urlaub in Nizza brach Friedrich VIII. bei einem Spaziergang zusammen und starb, was für Komplikationen sorgte, da er alleine war, keine Papiere bei sich trug und damit zunächst die Identität des Toten unklar war.

### Österreich
Wie Joseph II. reiste sein Nachfolger, Kaiser Leopold II. ebenfalls gern unter Inkognito. Er wählte als Pseudonym den Titel eines Markgrafen von Burgau, nach einer seit 1301 den Habsburgern gehörenden Herrschaft in Schwaben.
Sowohl Kaiser Franz Joseph I. als auch Kaiserin Elisabeth von Österreich bevorzugten bei ihren Reisen Graf bzw. Gräfin von Hohenems als Inkognito, nach einem der Titel des Kaisers von Österreich, als Graf von Hohenems in Vorarlberg. Bereits in zeitgenössischen Publikationen wurde Elisabeths regelmäßige Verwendung dieses Inkognitos als selbstverständliche Tatsache erwähnt.
Noch 1929 nahm Otto von Habsburg ein Studium an der Katholischen Universität Löwen (Belgien) unter dem lothringischen Titel eines Herzogs von Bar auf.

### Preußen
Die preußischen Könige verwendeten für Reisen unter Inkognito meist den Titel eines Grafen von Ruppin (nach der seit 1524 den Hohenzollern gehörenden Grafschaft Ruppin), eines Grafen von Zollern (nach ihrem schwäbischen Stammsitz) eines Grafen von Hohenstein (nach der seit 1648 brandenburgischen Grafschaft Hohnstein) oder reisten als Graf von Lingen (nach der seit 1702 den Hohenzollern gehörenden Grafschaft Lingen, auch von Wilhelm I. verwendet).
Prinz Heinrich, der Bruder Friedrichs des Großen, verwendete bei einer Reise nach Paris 1784 als Inkognito den Titel eines Grafen von Öls, nach dem seit 1742 zu Preußen gehörenden schlesischen Herzogtum Oels. König Ludwig XVI. ließ für seinen Gast in Versailles die Schlossgarde aufmarschieren, das Inkognito wurde damit als besondere Ehre bewusst kurzfristig ignoriert.
Friedrich von Preußen, jüngster Sohn des Kronprinzen Wilhelm, verwendete während seines Aufenthaltes in Großbritannien in den 1940er Jahren ebenfalls das Inkognito Graf von Lingen. Nachdem er während des Zweiten Weltkrieges enttarnt, interniert und auf Vermittlung der Königinmutter Maria wieder freigelassen worden war, verwendete er den Namen George Mansfield (nach der seit 1780 zu Preußen gehörenden Grafschaft Mansfeld).

### Russland
Der spätere Zar Paul und seine Gemahlin Maria Fjodorowna absolvierten ihre große, fast zweijährige Europareise 1781/1782 als Comte et Comtesse du Nord. Beim Aufenthalt in Wien bestanden sie darauf, am Habsburgerhof nur mit diesen Namen angesprochen zu werden.
Zar Alexander II. verwendete bei seinen Kuren in Bad Kissingen ab 1857 sowie in Bad Ems zwischen 1870 und 1876 Graf Borodinsky als sein Inkognito.

### Sachsen
Während August der Starke als Graf von Leisnig oder Graf von Meißen reiste, verwendete sein Bruder und Vorgänger als Kurfürst, Johann Georg IV., den Titel Graf von Barby als sein Inkognito. Die Grafschaft Barby gehörte seit dem Aussterben der Grafen von Barby 1659 den Wettinern.
Der spätere sächsische Kurfürst Friedrich Christian reiste auf seiner Grand Tour als Kurprinz 1738 bis 1740 unter dem Pseudonym eines Comte de Lusace (auf Deutsch Graf der Lausitz), damit auf die seit 1635 zu Kursachsen gehörenden Markgrafschaften der Ober- und Niederlausitz anspielend. Sein Gefolge umfasste 42 Personen, die Reisegesellschaft benötigte zwei Dutzend Kutschen, mithin war auch ohne das Inkognito klar, dass hier eine wichtige Persönlichkeit reiste. Sein Vater, der spätere Kurfürst und König August III., hatte dagegen zwar das gleiche Inkognito gewählt, seine Reise 1733 jedoch lediglich mit einem Begleiter angetreten. Als Comte de Lusace waren auch andere Wettiner unterwegs, zum Beispiel Franz Xaver von Sachsen, Administrator des Kurfürstentums nach dem überraschenden frühen Tod von Kurfürst Friedrich Christian, sowie dessen Sohn Joseph Xavier von Sachsen.
König Johann von Sachsen reiste unter dem Inkognito als Graf von Weesenstein, abgeleitet von Schloss Weesenstein, seinem bevorzugten Wohnsitz.

### Schweden
König Gustav III. von Schweden, wie Joseph II. und Friedrich der Große zu den Vertretern der Aufklärung auf dem Thron zählend, unternahm seine Inspektionsreisen in Schweden und diverse Auslandsreisen als Graf von Haga. Während einer Reise nach Paris 1783 mit lediglich einem Begleiter verzichtete er jedoch auf den Adelstitel im Namen und nannte sich schlicht Sparre. Erst in Paris trat er wieder als Graf von Haga auf. Schloss Haga im Stockholmer Hagapark dient noch heute Mitgliedern der königlichen Familie als Wohnsitz.

### Vereinigtes Königreich
König Georg III. gab sich 1773/74 auf einer Reise als Count of Dublin aus. 1821 reiste sein Sohn, König Georg IV. als Graf von Lüneburg (nach dem zum Königreich Hannover, dessen Herrscher er in Personalunion war, gehörenden Fürstentum Lüneburg) nach Preußen und bat den dortigen Hof, auf alle Ehrenbezeugungen zu verzichten.
Königin Victoria verwendete in den 1880er und 1890er Jahren bei ihren Urlaubsreisen auf das europäische Festland, beispielsweise nach Florenz, Nizza und Aix-les-Bains, als Inkognito den Titel Comtesse de Balmoral, nach ihrem bevorzugten schottischen Wohnsitz Balmoral Castle. Daneben benutzte sie auch Countess of Kent oder Countess of Lancaster als Inkognito.

### Württemberg
Die württembergischen Herzöge und Könige griffen auf ihren nachgeordneten Titel als Graf oder Herr von Urach zurück, so etwa Herzog Carl Eugen 1781 bei einem Besuch in Kassel. Alternativ reisten sie als Grafen von Hohenheim, nach dem württembergischen Schloss Hohenheim bei Stuttgart.